# Ligne de chemin de fer La Thuile - Arpy
 (octobre 2021).
Si vous disposez d'ouvrages ou d'articles de référence ou si vous connaissez des sites web de qualité traitant du thème abordé ici, merci de compléter l'article en donnant les références utiles à sa vérifiabilité et en les liant à la section « Notes et références ».
La ligne La Thuile - Arpy est une ligne ferroviaire minière désaffectée à voie étroite de 900 mm.

## Histoire
Cette ligne fut construite par l'industrie sidérurgique Cogne pour relier La Thuile à la plaine d'Arpy, sur la commune de Morgex. Les matériaux étaient ensuite transportés par téléphérique jusqu'à la gare de Morgex, et de là jusqu'à la gare d'Aoste, à côté de laquelle se trouvent les usines Cogne, par le train sur la ligne d'Aoste à Pré-Saint-Didier.
La ligne La Thuile - Arpy a été activée en 1929, à peu près en même temps que la ligne de chemin de fer Cogne - Eaux-Froides et fermée en 1961, à la suite de la réduction de l'extraction du charbon à La Thuile, voulue par la Cogne. La ligne de chemin de fer et le téléphérique pour Morgex ont été fermés et démantelés par la suite, causant une réduction drastique du trafic sur la ligne Pré-Saint-Didier - Aoste, qui a été désélectrifiée en 1968.

## Caractéristiques

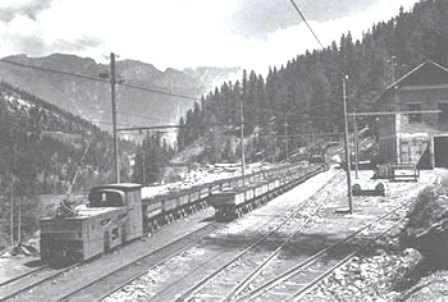
Les mines d'Arpy.

Cette ligne présentait un écartement réduit pour trains miniers, de type américain de 900 mm. Elle servait à transporter les matériaux extraits des mines d'anthracite du col de la Croix jusqu'au téléphérique pour Morgex, où se situaient les usines de traitement, à côté de la gare du village, reliée directement à Aoste.